# Paradisi in Sole
Paradisi in Sole es un libro con ilustraciones y descripciones botánicas que fue escrito en el año 1629 por el botánico inglés, John Parkinson (1567 - 1650).
Paradisi in Sole Paradisus Terrestris; se trata más de un libro de jardinería, que de botánica en sentido estricto; dando consejos para el cultivo de flores, plantas culinarias y de orquídeas.  Describió un millar de especies donde 780 fueron objeto de ilustraciones (sobre todo de las obras de Charles de l'Écluse (1525-1609), de Mathias de l'Obel (1538-1616) y de muchos otros).